# Comité Olímpico Nacional Turco
El Comité Olímpico Nacional Turco es el Comité Nacional Olímpico de Turquía, fundado en 1908 y reconocido por el COI ese mismo año.